# Dzielżan jesienny

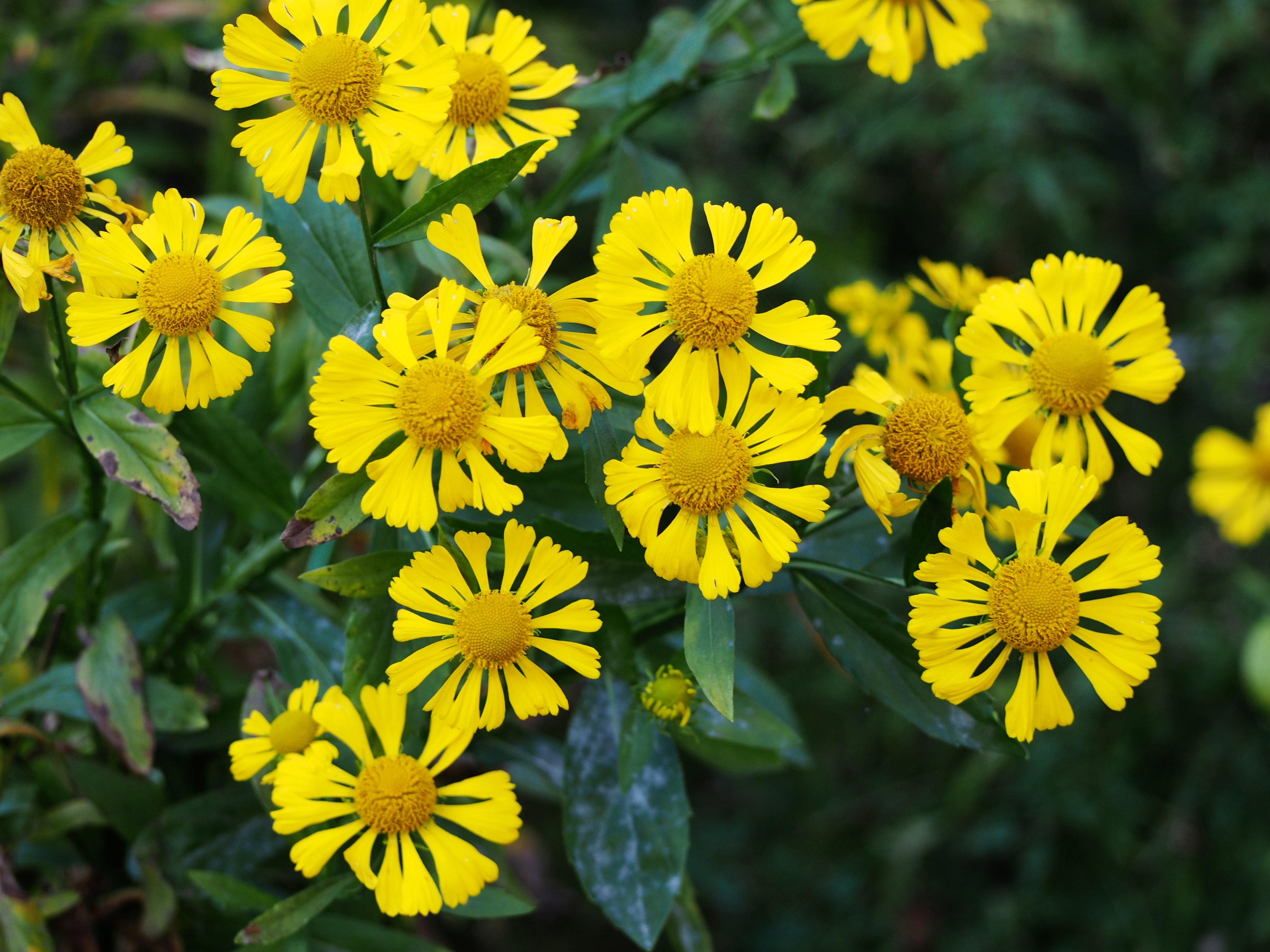
Kwiatostany dzielżana jesiennego

Dzielżan jesienny (Helenium autumnale L.) – gatunek rośliny należący do rodziny astrowatych. Występuje w naturze na rozległym obszarze Ameryki Północnej – na północy od Terytoriów Północno-Zachodnich w Kanadzie po Kalifornię, Teksas i Florydę na południu. Uprawiany jest jako roślina ozdobna, ceniona ze względu na długotrwałe kwitnienie. W niektórych krajach Europy i Azji notowany jest jako dziczejący. W Polsce ma status niezadomowionego efemerofita – w naturze obserwowany jest sporadycznie i tylko przejściowo.

## Morfologia
PokrójRoślina zielna o prosto wzniesionych, pojedynczych pędach, rozgałęziających się w górnej części i osiągających zwykle od 50 do 130 cm wysokości. Łodyga jest tęga, mocno oskrzydlona, owłosiona mniej lub bardziej (zawsze mocniej w dolnej części).
LiścieSkrętoległe, niezbyt liczne, siedzące (zbiegające nasadami w skrzydełka), w różnym stopniu owłosione, zwykle znacznie. Liście są lancetowate do eliptycznych, nieco węższe w dolnej i górnej części pędu, szersze w części środkowej. Liście dolne więdną w czasie kwitnienia, czasem są klapowane lub całobrzegie, wyższe są całobrzegie lub ząbkowanych. Blaszka na końcu jest zaostrzona. Liście osiągają od 3 do 12 cm długości.
KwiatyZebrane w koszyczki, a te w liczbie od kilku do kilkudziesięciu (czasem ponad 100) w baldachogrona na szczycie pędu. Szypułki koszyczków są mniej lub bardziej owłosione i osiągają 3–10 cm długości. Koszyczki osiągają 5 cm średnicy. Okrywa koszyczków jest półkulista do kulistej, o średnicy do 2 cm. Listki okrywy są lancetowate do szydlastych, osiągają 0,5 cm długości i są owłosione. Intensywnie żółte, żeńskie kwiaty języczkowate na brzegu koszyczka występują w liczbie od 8 do 21, języczki są klinowate (rozszerzone na szczycie), na wierzchołku z trzema łatkami, osiągają do 12 mm długości. W środkowej części koszyczka znajduje się kilkaset rurkowatych kwiatów obupłciowych, o koronach żółtych do żółtobrązowych, o łatkach omszonych.
OwoceNiełupki do 2 mm długości, słabiej lub mocniej, przylegająco owłosione. Łuski puchu kielichowego całobrzegie, ościste, do 1,5 mm długości.
Gatunki podobneNajbardziej podobny jest Helenium virginicum różniący się trwałymi w czasie kwitnienia liśćmi w dolnej części pędu i zwykle całobrzegimi liśćmi w środkowej części pędu. Z gatunków uprawianych w Europie Środkowej dzielżan Bigelowa H. bigelowii różni się niższymi (do 90 cm), słabiej rozgałęzionymi pędami, z dłuższymi (10–30 cm) i słabo owłosionymi szypułami koszyczków; dzielżan kręty H. flexuosum ma liście całobrzegie, wzniesione liście i nieco jajowato wydłużoną okrywę koszyczków; dzielżan Hoopesa H. hoopesii ma niskie, nieoskrzydlone pędy (do 60 cm).

## Biologia i ekologia
Bylina kwitnąca od lipca do października, czasem do listopada. W naturze rośnie nad wodami (strumieniami, rowami, jeziorami), na przydrożach i skrajach pól, na obszarach górskich sięgając do 2600 m n.p.m.

## Zastosowanie i uprawa
Roślina uprawiana w rabatach bylinowych jako ozdobna dla efektownych kwiatostanów i długotrwałości kwitnienia w ciągu niemal całego lata i do jesieni. Kwiatostany nadają się także jako kwiaty cięte. Liczne odmiany ozdobne mieszańcowego pochodzenia określane są zbiorowo jako dzielżan ogrodowy H. ×hybridum (w większości wywodzą się one od dzielżana jesiennego). Kwiaty są miododajne.
Dzielżany rozmnaża się z nasion lub przez podział roślin, wykonywany zimą i wczesną wiosną. Wiosną można też ukorzeniać sadzonki wierzchołkowe. Rośliny te wymagają gleb dość żyznych, niezbyt suchych i miejsc nasłonecznionych. Ze względu na wyjaławianie gleby powinny być przenoszone po kilku latach uprawy na nowe stanowisko.